# Omiodes insolutalis
Omiodes insolutalis is een vlinder uit de familie van de grasmotten (Crambidae), uit de onderfamilie van de Spilomelinae. De wetenschappelijke naam van deze soort is voor het eerst voorgesteld door Heinrich Benno Möschler in een publicatie uit 1890.
De soort komt voor in Cuba, Puerto Rico, Costa Rica en Panama.